# Castello di Seminò
Das Castello di Seminò ist eine mittelalterliche Festung in Seminò, einem Ortsteil der Gemeinde Ziano Piacentino in der italienischen Emilia-Romagna. Die Burg liegt in dominierender Position auf einem Hügel zwischen den Tälern der Bäche Carona und Lora.

## Geschichte

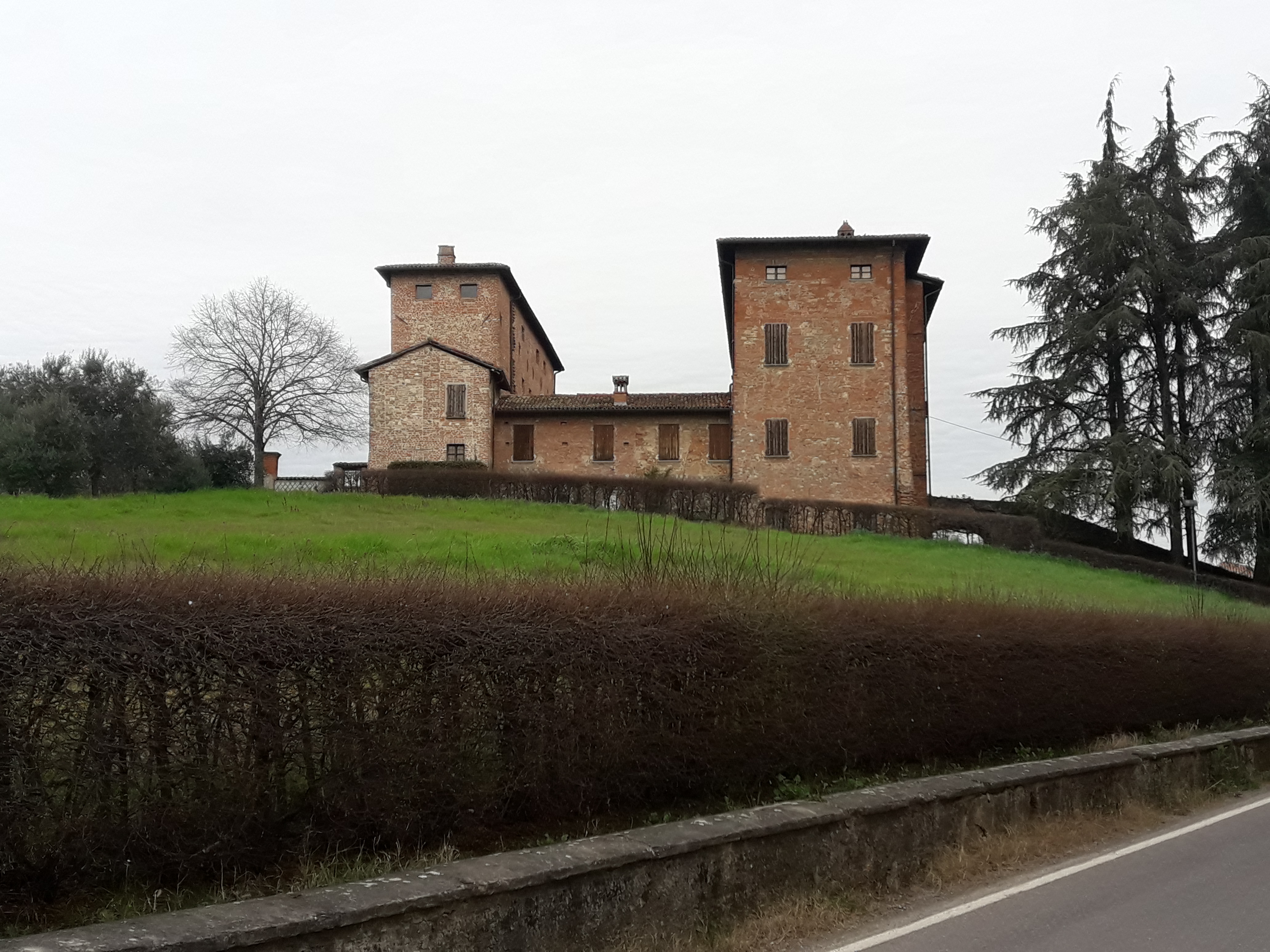
Seitenansicht der Burg

Die Burg, die ursprünglich „Sanctum Miniatum“ genannt wurde, könnte vor dem Jahr 1000 gebaut worden sein. In einem Dokument aus dem Jahr 1027 ist die Kirche Santa Mostiola erwähnt, die in der Nähe der Burg stand. 1199 stand im „Registrum Magnum“, dass die Bewohner von Seminò sich der Stadt Piacenza unterstellten und versprachen, einen neuen Donjon zu errichten, um den Posten gegen die Angriffe aus Pavia zu verteidigen.
1347 gehörte die Burg den Leccacorvis, wurde aber 1372 zusammen mit vielen weiteren Festungen im Tal von den Truppen von Giovanni Acuto zerstört. Ab 1597, als die Familie Leccacorvi ausgestorben war, ging die Burg unter dem Namen „Castrum Seminoti“ durch viele Hände.

## Beschreibung
Die Burg hat eine besondere Form, gekennzeichnet durch zwei parallel angeordnete Baukörper, einer im Osten und einer im Westen. Der erste war mit einer Zugbrücke zum Eingang ausgerüstet, die später durch eine Treppe mit 52 Stufen ersetzt wurde. In diesem Baukörper, der auf der gegenüberliegenden Seite an einen Hof grenzt, beherbergt eine Vorhalle im Erdgeschoss und eine Loggia im Obergeschoss, beide mit je sieben Bögen. Der zweite Baukörper erscheint sehr viel schmäler, während der Hof auf einer Seite durch ein drittes, niedriges Gebäude abgeschlossen ist. Die ummauerte Einfriedung im Norden ließ ein Scotti im 17. Jahrhundert abreißen, um Baumaterial für den Bau einer neuen Kirche bei Montalbo zu erhalten.